# Euploea leniostictos
Euploea leniostictos är en fjärilsart som beskrevs av Hans Fruhstorfer 1910. Euploea leniostictos ingår i släktet Euploea och familjen praktfjärilar. Inga underarter finns listade i Catalogue of Life.